# Kamelgras
Das Kamelgras (Cymbopogon schoenanthus) ist eine Pflanzenart aus der Gattung Zitronengräser (Cymbopogon) innerhalb der Familie der Süßgräser (Poaceae).

## Beschreibung

### Vegetative Merkmale
Das Kamelgras wächst als ausdauernde krautige Pflanze und erreicht Wuchshöhen von 30 bis 120 Zentimetern.

### Generative Merkmale
Der goldgelbe Blütenstand ist 5 bis 40 Zentimeter lang.
Die Chromosomenzahl beträgt 2n = 20.

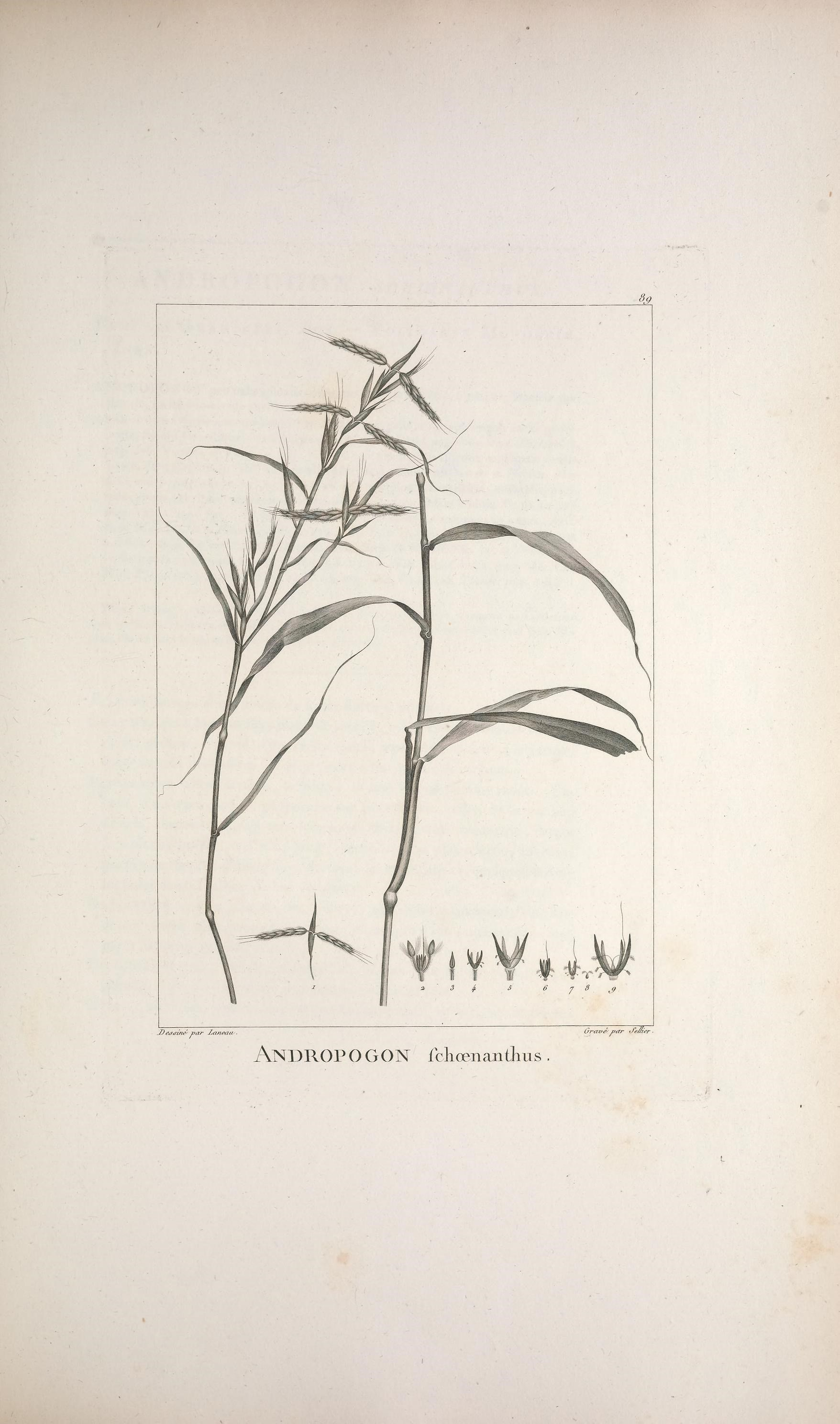
Kamelgras (Cymbopogon schoenanthus), Illustration

## Vorkommen
Das Kamelgras kommt in Nordafrika, Somalia, Äthiopien, Sudan, Kenia, auf der Arabischen Halbinsel, dem Persischen Hochland bis hin zum Punjab vor.

## Systematik
Man kann zwei Unterarten unterscheiden:
- Cymbopogon schoenanthus subsp. proximus (Hochst. ex A.Rich.) Maire & Weiller: Sie kommt von der Sahara und der Sahel-Zone bis Kenia und der Sinai-Halbinsel vor.[4]
- Cymbopogon schoenanthus subsp. schoenanthus: Sie kommt von der Sahara und der Sahel-Zone bis zum Iran vor.[4]

## Verwendung
Aus dem Kamelgras wird ein ätherisches Öl, das sogenannte Kamelgrasöl, gewonnen. Es wird daher auch als Nutzpflanze angebaut. Das Öl wird als Duftstoff und als kräftigende Substanz eingesetzt. Der Extrakt aus dem Kamelgras gilt als reizlindernd und juckreizstillend. Im deutschsprachigen Raum wurde die ehemals importierte Pflanze auch durch Wiesen-Bocksbart ersetzt. Auch Bartgras diente als Ersatz.

## Pflanzenkrankheiten
Das Kamelgras wird von den Rostpilzen Uromyces schoenanthi und Puccinia schoenanthi befallen.

## Trivialnamen
Für Cymbopogon schoenanthus (synonym mit Andropogon schoenanthus L.; früher lateinisch mit Squinanthus, squinantum und schoenanthum sowie Juncus odoratus bezeichnet) bestehen bzw. bestanden neben Kamelgras die weiteren deutschsprachigen Trivialnamen: Wohlriechende Binse, Cameleshov, Cameleshöuwe, Kanadisch Heu, Kamelheu, Kamelstroh, Squinant und Rusagras.